# Ludowe
Ludowe (deutsch Reinerzkrone) ist ein Dorf im Powiat Kłodzki in der Woiwodschaft Niederschlesien in Polen. Es gehört zur Landgemeinde Lewin Kłodzki (Lewin) und bildet seit 2009 zusammen mit der Ortschaft Zielone den Ort Zielone Ludowe.

## Geographie
Ludowe liegt vier Kilometer westlich von Duszniki-Zdrój (Bad Reinerz) im Westen des Glatzer Kessels an der Europastraße 67. Nachbarorte sind Słoszów (Roms) im Nordosten, Duszniki-Zdrój im Osten, Wapienniki (Hordes) im Südosten, Jawornica (Jauernig) und Zimne Wody (Kaltwasser) sowie Leśna (Löschney, 1937–1945: Thalheim) und Kulin Kłodzki (Keilendorf) im Nordwesten.

## Geschichte
Reinerzkrone in der Grafschaft Glatz wurde 1776 auf den Gründen eines parzellierten Vorwerks als Kolonie der Stadt Reinerz angelegt. Kirchlich gehörte es zur Pfarrkirche St. Peter und Paul in Reinerz. Anfang des 19. Jahrhunderts bestand es aus zwölf Häusern und einem Kretscham. Nach der Neugliederung Preußens gehörte es ab 1815 zur Provinz Schlesien und war ab 1816 dem Landkreis Glatz eingegliedert, mit dem es bis 1945 verbunden blieb.
Als Folge des Zweiten Weltkriegs fiel es 1945 wie fast ganz Schlesien an Polen und wurde in Ludowe umbenannt. Die deutsche Bevölkerung wurde vertrieben. Die neu angesiedelten Bewohner waren zum Teil Heimatvertriebene aus Ostpolen, das an die Sowjetunion gefallen war. 1975–1998 gehörte Ludowe zur Woiwodschaft Wałbrzych (Waldenburg). Zusammen mit der Siedlung Zielone bildet es einen Ortsteil der Landgemeinde Lewin Kłodzki.